# Eugenia atrosquamata
Eugenia atrosquamata är en myrtenväxtart som beskrevs av Mcvaugh. Eugenia atrosquamata ingår i släktet Eugenia och familjen myrtenväxter. Inga underarter finns listade i Catalogue of Life.